# 共産主義国家

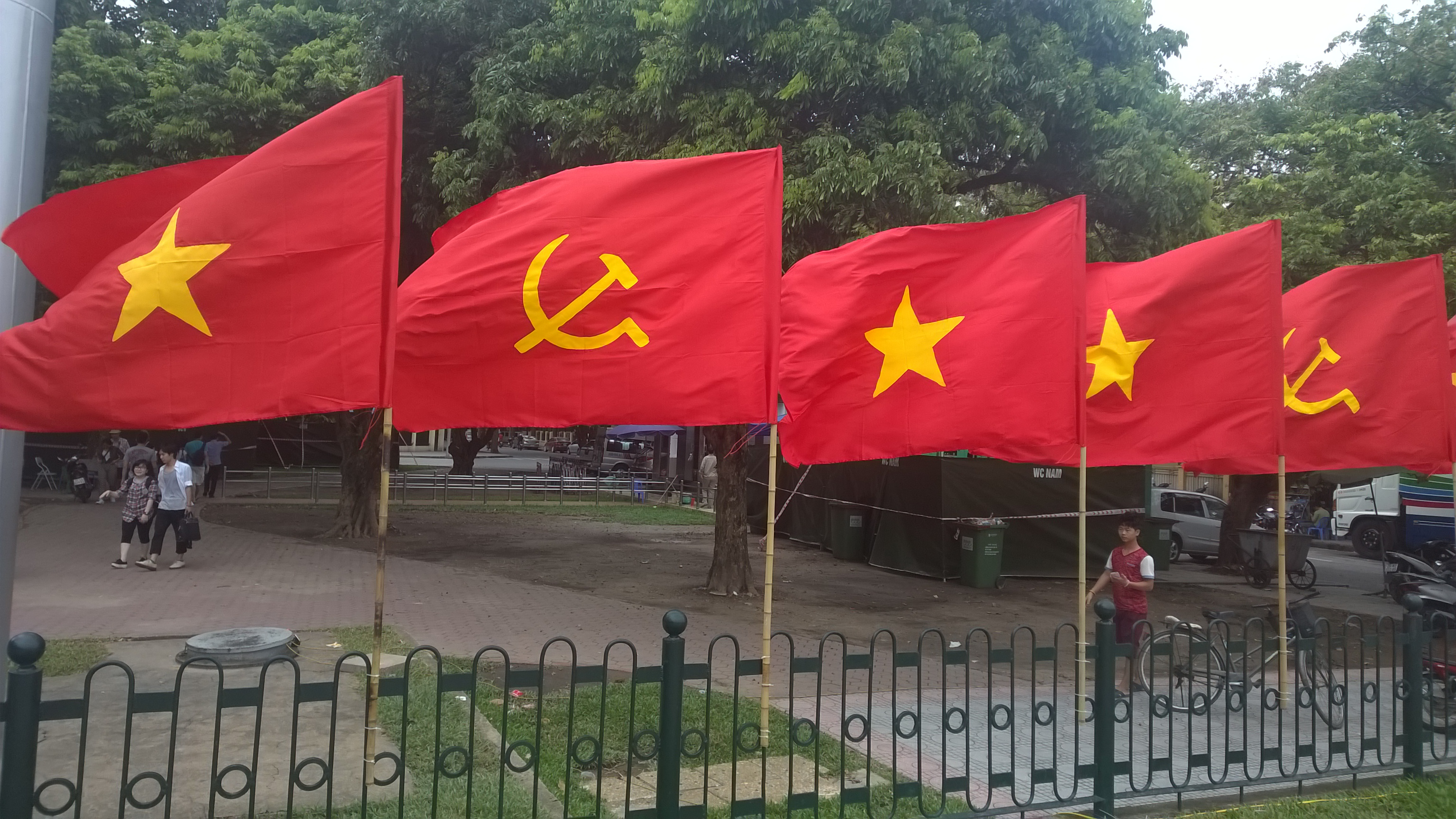
ハノイ市内では、ベトナム国旗とともにベトナム共産党の党旗が掲げられている光景が見られる。

共産主義国家（きょうさんしゅぎこっか、英語: Communist state）とは、マルクス・レーニン主義国家（英語: Marxist–Leninist state）とも呼ばれ、共産主義のイデオロギーの一派であるマルクス・レーニン主義に基づく政党が、国家権力の全体を掌握する一党制国家である。
マルクス・レーニン主義は、ソビエト連邦やボルシェビキ化された後のコミンテルン、さらにコメコン、東側諸国、ワルシャワ条約機構に属する共産主義国家において、国家の公式イデオロギーとされていた。マルクス・レーニン主義が世界的に影響力を持っていた時期には、多くの共産主義国家が成立したが、1989年の革命により、その多くは崩壊した。20世紀後半、1989年以前には、世界人口のおよそ3分の1が共産主義国家に居住していた。
一方で、中国、キューバ、ラオス、ベトナム、そして一部には北朝鮮においては、依然として共産主義が支配政党の公式イデオロギーとして維持されている。
共産主義国家は、概して権威主義体制であり、単一の中央集権的な共産党組織による「民主集中制」を通じて統治されている。この種の政党は通常、マルクス・レーニン主義またはその国内変種（例：毛沢東主義やチトー主義）を掲げている。一部の共産主義国家では、党以外の組織による政治参加（いわゆるソビエト民主主義）も制度的に存在しており、直接民主制、工場委員会、労働組合などを通じた政治的関与が認められていた。しかし、それでも共産党が権力の中枢を占め続けた。
「共産主義国家」という用語は、主に西側諸国の歴史学者や政治学者、メディアなどによって使用されている。民主国家は学術的には「共産主義国家」と「民主社会主義国家」は明確に区別されており、前者は主に東側諸国（旧ソ連・東欧など）を指し、後者はフランスやスウェーデンなど、西側の社会民主主義政党によって民主的に統治された国家を指す傾向がある。
一方、共産主義国家たちは自らを「共産主義国家」とは称しておらず、「共産主義社会への移行段階にある社会主義国」と定義していることが一般的である。また、「国民民主主義国家」「人民民主主義国家」「社会主義指向国家」「労働者と農民の国家」などの独自の用語を自称してきた。

## 概要

### 発展
20世紀を通じて、「世界で最初に憲法上の共産主義国家」として成立したのは、1917年末のソビエト・ロシアであった。1922年には旧ロシア帝国領の複数の地域とともに「ソビエト連邦（ソ連）」が結成される。第二次世界大戦後、ソビエト軍は東欧の広範な地域を占領し、現地の共産党が政権を掌握するのを支援した。こうして成立した東欧の共産主義国家は、当初はソ連と同盟関係にあったが、ユーゴスラビアは後に自らを非同盟国とし、アルバニアも独自の路線をとるようになった。
アジアにおいては、日本の占領とその後の国共内戦を経て、1949年に中国で「中華人民共和国」が成立。その後、カンボジア、キューバ、ラオス、北朝鮮、ベトナムにも共産主義政権が誕生した。しかし1989年には「1989年革命」と総称される一連の非暴力的な市民運動により、東欧諸国の共産主義体制は相次いで崩壊し、1991年のソ連崩壊へと至った。東側諸国や一部の第三世界における共産主義国家の体制は、しばしば「官僚的権威主義体制」（bureaucratic-authoritarian systems）とされ、中国の経済社会構造については「国家資本主義的ナショナリズム」とも評されている。
現代世界において共産主義を掲げる国家は、中華人民共和国、キューバ、ラオス、ベトナム、そして朝鮮民主主義人民共和国（北朝鮮）の5か国のみである。
これらの国家はいずれも「自国において共産主義の実現をすでに果たした」とは主張しておらず、「社会主義の建設を通じて共産主義社会への移行を進めている段階にある」と位置づけている。たとえば、『ベトナム社会主義共和国憲法』の前文では「1976年に共産党の指導のもと南北統一を果たした時点で、同国は資本主義から社会主義への過渡期に入った」と明記されている。また、キューバ共和国の『1992年憲法』では、共産党の役割について「社会主義の目標と建設に向けた国民的努力を導くも」と定義されている。北朝鮮の憲法も社会主義経済の構造を規定しており、与党である朝鮮労働党は、引き続き共産主義への理念的な忠誠を維持しているとされている。

### 統治機構
共産主義国家においては、共通した政治制度が採用されていることが多く、その基本的な枠組みは、共産党がプロレタリアート（労働者階級）の前衛として位置づけられ、人民の長期的利益を代表するという理念に基づいて構築されている。これらの国家では、ウラジーミル・レーニンによって提唱された「民主的中央集権制（デモクラティック・セントラリズム）」の原則が、党内の運営のみならず、社会全体の統治にも適用されている。
「民主集中制」とは、すべての指導者は人民によって選出されるべきであり、提案は自由に議論されるべきである一方で、一旦決定が下されたならば、すべての者はその決定に従わなければならないという制度原理である。この制度は党内においては派閥化や分裂を防ぐ手段とされており、国家全体に適用された場合には、実質的に「一党制の独裁政治」を形成することになる。
多くの共産主義国家の憲法においては、自国の共産体制を「民主主義の一形態」として位置づけており、人民主権の原則が代表制の議会制度を通じて具現化されていると記されている。これらの国家には、権力分立の概念は存在せず、むしろ「国家の最高権力機関」とされる一院制の立法機関（例：ソビエト連における最高会議）が統一的な国家権力を保持しているのが一般的である。こうした統一的権力とは、司法・立法・行法のすべての機能を立法機関が保持し、それをほかの機関に委任するという仕組みを意味している。
共産主義国家においては、単一制の立法機関が一般的に設置されており、その構造は自由主義共和国における議会と類似しているが、重要な点で二つの相違がある。
- 第一に、これらの立法機関の代議員（代表者）は、特定の選挙区の利害を代表するのではなく、人民全体の長期的利益を体現することが求められている点である。
- 第二に、カール・マルクスの助言に反して、共産主義国家の単一制立法機関は常設のものではなく、年に一度または数回、数日間のみ開催される会期制を採用している点である[19]。立法機関が閉会中の場合、その権限は「幹部会（プレジディウム）」などと呼ばれる小規模な評議会に委任され、この評議会が国家元首としての役割を集団的に担うことになる。体制によっては、この幹部会の構成員は共産党の中枢メンバーによって占められており、党の決議を法として施行する役割も果たしている。

共産主義国家における特徴の一つとして、国家が後援する多数の社会団体の存在が挙げられる。これらにはジャーナリスト、教師、作家などの職業団体のほか、消費者協同組合、スポーツクラブ、労働組合、青年団体、女性団体などが含まれる。これらの社会団体は政治体制の一部として統合されており、社会の統合と一体感の促進、政府と市民社会の橋渡し、新たな共産党員の発掘と育成の場としての役割を担っている。
歴史的に見て、多くの社会主義国家においては、一党による政治的独占が支配的であった。中国、チェコスロバキア、東ドイツなどの共産主義体制下では、複数の政党が存在していた例もあるが、いずれの場合も共産党の指導に従うことが求められていた。共産主義国家においては、過去または現在において実施された政策に対する批判が容認されない場合がある。

## 種類

### 人民民主国（People's democratic state）
人民民主国とは、第二次世界大戦後に東欧において導入された国家形態である。これらの国家は封建的残滓が一掃され、私有制度が依然として存在するものの、産業・運輸・金融といった分野における国有企業が私有経済を凌駕するような体制を特徴としている。
経済学者エフゲニー・ヴァルガは、人民民主国家について次のように述べている。「国家そのものとその暴力装置は、独占資本家階級の利益のためでは無く、都市および農村の勤労者の利益のために奉仕している。」
また、ソビエトの哲学者N・P・ファルベロフは、人民民主主義を次のように定義している。「人民共和国における人民民主主義とは、労働者階級を先頭に据えた勤労階級のための民主主義であり、圧倒的多数の民衆にとって広範かつ完全な民主主義である。すなわち、それは性質と方向性において社会主義的な民主主義である。この意味において、我々はこれを『人民的』と呼ぶのである。」

### 人民共和国（People's republican state）
人民共和国とは、共和制の憲法を有する社会主義国家のことである。この呼称は、当初は19世紀のドイツにおけるフォルキッシュ運動やロシアのナロードニキなど、民衆主義的な運動と結び付けられていたが、今日では主に共産主義国家を指す用語として用いられている。第一次世界大戦およびその直後に成立した多くの短命な共産主義国家の中には、「人民共和国」を名乗るものが存在した。これらは主に、十月革命後の旧ロシア帝国領に出現した国家である。
第二次世界大戦における連合国の勝利後、ソビエト連邦の東側陣営、いわゆる「東側諸国」においても、人民共和国と称する国家が相次いで誕生した。アジアでは、中国が中国共産革命を経て「中華人民共和国」となり、また朝鮮民主主義人民共和国（北朝鮮）も人民共和国として成立した。
1960年代に入ると、ルーマニアおよびユーゴスラビアは「人民共和国」の名称を廃し、「社会主義共和国」へと改称した。これは、政治的成熟を反映したものであったとされる。同様に、1948年に人民共和国となったチェコスロバキアも、この時期に「社会主義共和国」の語を国名に加えているが、それ以前には「人民共和国」の語を公式には用いていなかった。なお、アルバニアは1976年から1991年にかけて、国名に「人民社会主義共和国」という形で両者の語を併用していた。

### 民族民主主義国家（National-democratic state）
民族民主主義国家（ナショナル・デモクラティック国家）という概念は、資本主義的生産様式を経ることなく社会主義への発展を遂げうる国家のあり方を理論化しようとする試みであった。この理論の基礎はウラジーミル・レーニンによる「非資本主義的発展」理論にさかのぼるが、その新規性は、第三世界における「民族解放運動」の進歩的諸潮流にこの理論を適用した点にあった。民族民主主義国家という用語は、スターリンの死後まもなく登場した。スターリンは植民地国家を西側の帝国主義の傀儡と見なしており、社会主義運動がそのような地域で成功する見込みは乏しいと考えていた。
これに対し、マルクス・レーニン主義者たちは、民族解放運動が政権を掌握し、反帝国主義的な外交政策を採用し、社会主義的秩序の構築を目指した国々を民族民主主義国家と位置づけた。その代表例としては、ガマール・アブドゥル＝ナーセル政権下のエジプトが挙げられ、同国はアラブ社会主義の建設に取り組んだ。しかしながら、キューバを除けば、これらの国家はいずれも社会主義体制の確立には至らなかった。政治学者シルヴィア・ウッドビー・エディントンは、この事が民族民主主義国家という概念が政治体制としての理論的定式化を最終的に得られなかった理由の一つであると指摘している。それでもなお、同概念における一つの明確な特徴として挙げられるのは、民族民主主義国家は必ずしもマルクス・レーニン主義政党によって指導される必要がないという点である。

### 社会主義志向国家（Socialist-oriented state）
社会主義志向国家とは、資本主義的な発展路線を採らずに、社会主義の実現を目指す国家のことを指す。この用語は、しばしば「民族民主主義国家」という概念と混同されがちだが、実際には両者は明確に区別されている。社会主義志向国家は、理論上二つの段階に分けられるとされる。一つは「民族民主的・社会主義志向国家」、もう一つは「人民民主的・社会主義志向国家」である。前者に分類される国家は、同時に「民族民主主義国家」にも位置付けられることが多く、具体例としては、民族解放戦線（FLN）によって統治されたアルジェリア、バアス党政権下のイラク、そして社会主義ビルマなどが挙げられる。これに対し、後者である「人民民主的・社会主義志向国家」は、マルクス・レーニン主義の指導を受け入れ、その普遍的真理を信奉し、アフリカ社会主義のような他の社会主義思想を否定することが求められるという特徴を持っていた。  
社会主義志向国家には、次の7つの特徴があるとされている。すなわち、 
1. 革命的民主主義を掲げていること、
2. 革命的民主主義政党を有すること、
3. 階級独裁の体制が存在すること、
4. 社会主義志向国家としての体制を防衛する姿勢を持つこと、
5. 社会化のための諸機関が整備されていること、
6. 社会主義建設に向けた取り組みを開始していること、
7. 国家の類型として「民族民主的」、または「人民民主的」のいずれかに位置付けられることである[34]。

このうち、第一の要素である「革命的民主主義」は、社会主義を実現するための前提条件がまだ整っていない国々において、その条件を整備することを目的として掲げられる政治理念である。第二に挙げられる「革命的民主主義政党」は、国家の指導勢力として確立されるべき存在であり、マルクス・レーニン主義の理念に基づいて国家を指導することが求められる。これらの国家においては「民主集中制」も導入されてはいるが、実際の運用においては、その原則が形骸化している場合が多いとされている。   
資本主義がブルジョワ階級によって支配され、社会主義がプロレタリアートの指導を特徴とするのに対し、社会主義志向国家は、国民的独立の確立を目指す広範かつ異質な諸階級によって構成される点に特色がある。これらの国家においては、農民階級が最も多数を占めることが多く、そのため農民の役割が強調される傾向にあり、ほかの社会主義国家における労働者階級の位置づけと類似している。
しかしながら、マルクス・レーニン主義者自身も「これらの国家がしばしば特定の派閥、たとえばエチオピアにおける軍部などの支配下に置かれること」を認めている。
このため、国家の社会主義志向的性格を維持・保護するために、法制度や強制力を持つ機関の整備が行われている。第五の特徴としては、国家がメディアや教育制度を掌握し、大衆組織を通じて国民の動員を図ることである。経済面においては、これらの国家はソ連型の計画経済とは異なり、外国資本の導入や民間部門の存続・発展を模索する混合経済を採用している。ソ連の指導者レオニード・ブレジネフは、こうした国家が経済の「指導的部門」を掌握し、国家主導の「計画経済」の確立に向けた過程にあると述べている。なお、ソ連側の資料によれば、ラオスは社会主義志向国家の中で唯一、社会主義国家への移行に成功した例とされている。  

### 社会主義国（Socialist state）
社会主義国とは、単なる統治形態を超えた存在であり、社会主義経済が確立されている国において初めて成り立つものとされる。ただし、社会主義の実現以前に、社会主義的な政府体制を採用した国家も存在している。たとえば、かつての東欧諸国では「人民民主主義」と呼ばれる、「資本主義から社会主義へと移行する過渡期の体制」が採られていた。 
また、アフリカや中東におけるマルクス・レーニン主義を掲げた国家に関しては、ソビエト連邦自身がそれらを完全な社会主義国家とは認めず、「社会主義志向国家」と位置付けていた。憲法上で社会主義を掲げていたり、長期にわたって社会主義政党によって統治されている国は多数存在するが、マルクス・レーニン主義の理論においては、社会主義国家とは共産党によって指導され、社会主義経済が実際に導入されている国家を指す。こうした国家は、しばしば憲法において自らを「社会主義国家」または「マルクス・レーニン主義政党の指導する国家」と定義しており、そのために一般的には「共産主義国家」と呼ばれることが多い。

## 引用と出典

### 論考一覧
- Barrett, William (1 April 1978). “Capitalism, Socialism, and Democracy: A Symposium”. Commentary 2020年6月14日閲覧。.
- Bui, T. (2016). “Constitutionalizing Single Party Leadership in Vietnam: Dilemmas of Reform”. Asian Journal of Comparative Law (Cambridge University Press) 11 (2):  219–234. doi:10.1017/asjcl.2016.22.
- Chang, Yu-nan (August 1956). “The Chinese Communist State System Under the Constitution of 1954”. The Journal of Politics (The University of Chicago Press on behalf of the Southern Political Science Association) 18 (3):  520–546. doi:10.2307/2127261. JSTOR 2127261.
- Farber, Samuel (1992). “Before Stalinism: The Rise and Fall of Soviet Democracy”. Studies in Soviet Thought 44 (3):  229–230.
- Ghodsee, Kristen (Fall 2014). “A Tale of 'Two Totalitarianisms': The Crisis of Capitalism and the Historical Memory of Communism”. History of the Present: A Journal of Critical History 4 (2):  115–142. doi:10.5406/historypresent.4.2.0115. JSTOR 10.5406/historypresent.4.2.0115.
- Ghodsee, Kristen; Sehon, Scott; Dresser, Sam, eds (22 March 2018). “The merits of taking an anti-anti-communism stance”. Aeon.  オリジナルの1 April 2022時点におけるアーカイブ。 2021年8月12日閲覧。.
- Guins, George (July 1950). “Law Does not Wither Away in the Soviet Union”. The Russian Review (Wiley on behalf of The Editors and Board of Trustees of the Russian Review) 9 (3):  187–204. doi:10.2307/125763. JSTOR 125763.
- Hand, Keith (2016). “An Assessment of Socialist Constitutional Supervision Models and Prospects for a Constitutional Supervision Committee in China: The Constitution as Commander?”. Legal Studies Research Paper Series (University of California) (150). SSRN 2624663.
- Hazard, John (August 1975). “Soviet Model for Marxian Socialist Constitutions”. Cornell Law Review (Cornell University) 60 (6):  109–118.
- Hoepller, Cristopher (2011). “Russian Demographics: The Role of the Collapse of the Soviet Union”. Undergraduate Research Journal for the Human Sciences 10 (1).
- Howard, M. C.; King, J. E. (2001). “'State Capitalism' in the Soviet Union”. History of Economics Review 34 (1):  110–126. doi:10.1080/10370196.2001.11733360.  オリジナルの28 July 2019時点におけるアーカイブ。.
- Imam, Zafar (July–September 1986). “The Theory of the Soviet State Today”. The Indian Journal of Political Science (Indian Political Science Association) 47 (3):  382–398. JSTOR 41855253.
- Keith, Richard (March 1991). “Chinese Politics and the New Theory of 'Rule of Law'”. The China Quarterly (Cambridge University Press on behalf of the School of Oriental and African Studies) 125 (125):  109–118. doi:10.1017/S0305741000030320. JSTOR 654479.
- Kokoshin, Andrey (October 2016). “2015 Military Reform in the People's Republic of China”. Belfer Center Paper (Belfer Center for Science and International Affairs).
- Kramer, Mark N. (January 1985). “Civil-Military Relations in the Warsaw Pact: The East European Component”. International Affairs (Oxford University Press on behalf of the Royal Institute of International Affairs) 61 (1):  45–66. doi:10.2307/2619779. JSTOR 2619779.
- McFarland, Sam; Ageyev, Vladimir; Abalakina-Paap, Marina (1992). “Authoritarianism in the Former Soviet Union”. Journal of Personality and Social Psychology 63 (6):  1004–1010. doi:10.1037/0022-3514.63.6.1004.
- Miller, Alice (January 2018). “The 19th Central Committee Politburo”. China Leadership Monitor (Hoover Institute) (55).
- Mulvenon, James (January 2018). “The Cult of Xi and the Rise of the CMC Chairman Responsibility System”. China Leadership Monitor (Hoover Institute) (55).
- Poelzer, Greg (1989). An Analysis of Grenada as a Socialist-Oriented State (Thesis). Carleton University.
- Skilling, H. Gordon (1961年1月). “People's Democracy and the Socialist Revolution: A Case Study in Communist Scholarship. Part I”. Soviet Studies (Taylor & Francis) 12 (3):  pp. 241–262
- Snyder, Stanley (1987). Soviet Troop Control and the Power Distribution (Thesis). Naval Postgraduate School. hdl:10945/22490.
- National Foreign Assessment Center (1980). Political Control of the Soviet Armed Forces (PDF) (Report). Central Intelligence Agency. 2017年1月21日時点のオリジナル (PDF)よりアーカイブ.
- Steiner, H. Arthur (1951). “The Role of the Chinese Communist Party”. The Annals of the American Academy of Political and Social Science 277 (1):  56–66. doi:10.1177/000271625127700107. ISSN 0002-7162. JSTOR 1030252.
- Stone Sweet, Alec; Bu, Chong; Zhuo, Ding (25 May 2023). “Breaching the Taboo? Constitutional Dimensions of the New Chinese Civil Code”. Asian Journal of Comparative Law 18 (3):  319–344. doi:10.1017/asjcl.2023.18.
- Tang, Peter S. H. (February 1980). “The Soviet, Chinese and Albanian Constitutions: Ideological Divergence and Institutionalized Confrontation?”. Studies in Soviet Thought (Springer Publishing) 21 (1):  39–58. doi:10.1007/BF00832025. JSTOR 20098938.pdf.
- Quigley, John (Autumn 1989). “Socialist Law and the Civil Law Tradition”. The American Journal of Comparative Law (Oxford University Press) 37 (4):  781–808. doi:10.2307/840224. JSTOR 840224.  オリジナルの17 May 2018時点におけるアーカイブ。 2019年12月26日閲覧。.

### 参考書物
- Åslund, Anders (2009). How Ukraine Became a Market Economy and Democracy. Peterson Institute. ISBN 9780881325461
- Biddle, Jeff; Samuels, Warren; Davis, John (2006). A Companion to the History of Economic Thought. Wiley-Blackwell
- Blasko, Dennis (2006). The Chinese Army Today: Tradition and Transformation for the 21st Century. Routledge. ISBN 9781135988777
- Busky, Donald F. (20 July 2000). Democratic Socialism: A Global Survey. Praeger. ISBN 978-0275968861
- Dean, Jodi (2012). The Communist Horizon. Verso Books. ISBN 9781844679546
- Dimitrov, Vessellin (2006). “Bulgaria: A Core Against the Odds”. In Dimitrov, Vessellin; Goetz, H. Klaus; Wollmann, Hellmut. Governing after Communism: Institutions and Policymaking (2nd ed.). Martinus Nijhoff Publishers. pp. 159–203. ISBN 9780742540095
- Durlauf, Steven N.; Blume, Lawrence E., eds (1987). The New Palgrave Dictionary of Economics Online. Palgrave Macmillan. doi:10.1057/9780230226203.1570
- Ellman, Michael (2007). “The Rise and Fall of Socialist Planning”. In Estrin, Saul; Kołodko, Grzegorz W.; Uvalić, Milica. Transition and Beyond: Essays in Honour of Mario Nuti. New York City: Palgrave Macmillan. ISBN 9780230546974
- Ellman, Michael (2014). Socialist Planning (3rd ed.). Cambridge University Press. ISBN 9781107427327
- Evans, Daniel (1993). Soviet Marxism–Leninism: The Decline of an Ideology. ABC-CLIO. ISBN 9780275947637
- Feldbrugge, F. J. M. (1985). “Council of Ministers”. In Feldbrugge, F. J. M.; Van den Berg, G. P.; Simons, William B.. Encyclopedia of Soviet Law (2nd ed.). Martinus Nijhoff Publishers. pp. 202–204. ISBN 1349060860
- Frankowski, Stanisław; Stephan, Paul B. (1995). Legal Reform in Post-Communist Europe: The View from Within. Martinus Nijhoff. ISBN 9780792332183
- Furtak, Robert K. (1987). The Political Systems of the Socialist States. New York City: St. Martin's Press. ISBN 9780312625276
- Gardner, John; Schöpflin, George; White, Stephen (1987). Communist Political Systems (2nd ed.). Macmillan Education. ISBN 0-333-44108-7
- Getzler, Israel (2002). Kronstadt 1917-1921: The Fate of a Soviet Democracy. Cambridge: Cambridge University Press. ISBN 978-0521894425
- Gjevori, Elvin (2018). Democratisation and Institutional Reform in Albania. Springer. ISBN 9783319730714
- Hajdú, József (2011). Labour Law in Hungary. Kluwer Law International. ISBN 9789041137920
- Harding, Neil (1981). “What Does It Mean to Call a Regime Marxist?”. In Szajkowski, Bogdan. Marxist Governments. 1. Palgrave Macmillan. pp. 22–33. ISBN 978-0-333-25704-3
- Hazard, John (1985). “Constitutional Law”. In Feldbrugge, F. J. M.; Van den Berg, G. P.; Simons, William B.. Encyclopedia of Soviet Law (2nd ed.). Martinus Nijhoff Publishers. pp. 162–163. ISBN 1349060860
- Kendall, Diana (2011). Sociology in Our Time: The Essentials. Cengage Learning. ISBN 9781111305505
- Khabtagaeva, Bayarma (2009). Mongolic Elements in Tuvan. Turcologica Series. 81. Otto Harrassowitz Verlag. ISBN 9783447060950
- Levy, David M.; Peart, Sandra J. (2008). “Socialist calculation debate”. The New Palgrave Dictionary of Economics (Second ed.). Palgrave Macmillan. ISBN 978-0333786765
- Li, He (2015). Political Thought and China's Transformation: Ideas Shaping Reform in Post-Mao China. Springer. ISBN 9781137427816
- Li, Lin (2017). Building the Rule of Law in China. Elsevier. ISBN 9780128119303
- Lichtenstein, Nelson (2011). American Capitalism: Social Thought and Political Economy in the Twentieth Century. University of Pennsylvania Press. ISBN 9780812202632
- Loeber, Dietrich Andre (1984). “On the Status of the CPSU within the Soviet Legal System”. In Simons, William; White, Stephen. The Party Statutes of the Communist World. Martinus Nijhoff Publishers. pp. 1–22. ISBN 9789024729753
- Macdonald, Fiona; Stacey, Gillian; Steele, Philip (2004). Peoples of Eastern Asia. 8: Mongolia–Nepal. Marshall Cavendish. ISBN 9780761475477
- Minahan, James (2013). Miniature Empires: A Historical Dictionary of the Newly Independent States. Routledge. ISBN 9781135940102
- Von Mises, Ludwig (1990). Economic calculation in the Socialist Commonwealth. Mises Institute.  オリジナルの13 September 2019時点におけるアーカイブ。 2019年11月11日閲覧。
- Müller-Rommel, Ferdinand; Mansfeldová, Zdenka (2001). “Chapter 5: Czech Republic”. In Blondel, Jean; Müller-Rommel, Ferdinand. Cabinets in Eastern Europe. Palgrave Macmillan. doi:10.1057/9781403905215_6. ISBN 978-1-349-41148-1
- Nelson, Daniel (1982). “Communist Legislatures and Communist Politics”. In Nelson, Daniel; White, Stephen. Communist Legislatures in Comparative Perspective. 1. Palgrave Macmillan. pp. 1–13. ISBN 1349060860
- Paquette, Laure (2001). NATO and Eastern Europe After 2000: Strategic Interactions with Poland, the Czech Republic, Romania, and Bulgaria. Nova. ISBN 9781560729693
- Rosser, Barkley; Rosser, Marianne (2003). Comparative Economics in a Transforming World Economy. MIT Press. ISBN 978-0262182348
- Sloan, Pat (1937). Soviet Democracy. London: Left Book Club; Victor Gollancz Ltd
- Staar, Richard (1988). Communist Regimes in Eastern Europe (4th ed.). Hoover Press. ISBN 9780817976934
- Stankova, Marietta (2014). Bulgaria in British Foreign Policy, 1943–1949. Anthem Series on Russian, East European and Eurasian Studies. Anthem Press. ISBN 9781783082353
- Steele, David Ramsay (September 1999). From Marx to Mises: Post Capitalist Society and the Challenge of Economic Calculation. Open Court. ISBN 978-0875484495
- Thayer, Carlyle (2008). “Military Politics in Contemporary Vietnam”. In Mietzner, Marcus. The Political Resurgence of the Military in Southeast Asia: Conflict and Leadership. Routledge. ISBN 9780415460354
- Triska, Jan, ed (1968). Constitution of the Communist-Party States. Hoover Institution Publications. ISBN 978-0817917012
- Tunçer-Kılavuz, Idil (2014). Power, Networks and Violent Conflict in Central Asia: A Comparison of Tajikistan and Uzbekistan. Routledge advances in Central Asian studies. 5. Routledge. ISBN 9781317805113
- Tung, W. L. (2012). The Political Institutions of Modern China (2nd ed.). Springer Science & Business Media. ISBN 9789401034432
- Webb, Sidney; Webb, Beatrice (1935). Soviet Communism: A New Civilisation?. London: Longmans
- Wilczynski, J. (2008). The Economics of Socialism after World War Two: 1945–1990. Aldine Transaction. ISBN 9780202362281
- Wilhelm, John Howard (1985). “The Soviet Union Has an Administered, Not a Planned, Economy”. Soviet Studies 37 (1):  118–130. doi:10.1080/09668138508411571.
- Williams, Raymond (1983). “Socialism”. Keywords: A vocabulary of culture and society, revised edition. Oxford University Press. ISBN 978-0-19-520469-8

### ニュース
- Christie, Caroline (2019年1月24日). “Exploring the rise of Soviet nostalgia in Russia”. Document Journal (New York).  オリジナルの2024年3月29日時点におけるアーカイブ。 2024年3月29日閲覧。
- Milne, Seumas (2002年9月12日). “The battle for history”. The Guardian 2020年4月22日閲覧。
- Milne, Seumas (2006年2月16日). “Communism may be dead, but clearly not dead enough”. The Guardian 2020年4月22日閲覧。
- Morris, William (1890年5月17日). “The 'Eight Hours' and the Demonstration”. Commonweal 6 (227):  pp. 153 2019年11月4日閲覧。

### その他
- 19th National Congress (2017). 中国共産党の憲法. Chinese Communist Party
- Gungwu, Wang (2012). 中国: 発展と統治. World Scientific Publishing Company. pp. 12–13. ISBN 978-9814425841